# Juventus Training Center (Torino)
Lo Juventus Training Center (/juˈvɛntus ˈtreɪnɪŋ ˈsentə(r)/), noto semplicemente come JTC Continassa (pronunciato [ˈdʒeɪː ˈtiː ˈsiː kontinˈas͡sa]) per via della zona in cui sorge, è un centro sportivo di Torino di proprietà della società calcistica italiana Juventus Football Club.
La struttura ospita, dall'estate 2018, gli allenamenti della prima squadra maschile.
In maniera analoga all'omonimo centro sportivo della società bianconera a Vinovo, anche la Continassa, che occupa una superficie di 59500 m², si divide principalmente tra l'area training, deputata all'attività fisica, e quella media and sponsor, riservata alle esigenze dei mass media, essendo architettonicamente legato sia alla sede sociale, sia al J-Hotel.
Il centro d'allenamento si trova in via Traves 48, a Torino, e fa parte del complesso J-Village a ridosso dello Juventus Stadium.

## Storia
Nel 1994 la Juventus, che in quel periodo disputa le gare casalinghe all'interno dello «scomodo e mai troppo amato» stadio delle Alpi, progetta di costruire un impianto di sua proprietà sempre nella zona della Continassa. In quegli anni la società bianconera, oltre a volere edificare un nuovo stadio, intende aprire un museo a tema, spostare la sede societaria nelle vicinanze, più precisamente all'interno della Cascina Continassa, e crearvi un centro d'allenamento adiacente.
Nel 1996 permane l'intenzione societaria di costruire un nuovo impianto nell'area del Delle Alpi, ma è un'alternativa; il club pensa tuttavia di riservare comunque alla Continassa la funzione di centro sportivo, relegando il Delle Alpi solo ai grandi eventi sportivi. Nel 1998 l'idea del nuovo stadio di proprietà alla Continassa torna ad essere il progetto principale, che prevede l'acquisto e profonda riqualificazione del Delle Alpi, facendolo diventare parte di una zona a tema bianconero con museo, albergo e negozio, affiancati anche da un centro sportivo nell'area Continassa.
Tra il 1998 e il 2002 la Juventus, davanti alle difficoltà nel trovare un accordo con il Comune di Torino per l'acquisto dello stadio delle Alpi dell'area circostante, propone di abbattere la struttura e costruirvi al suo posto un impianto idoneo per le famiglie con una capienza di 40 000 posti, riservato all'utilizzo calcistico e sul modello degli stadi inglesi, e valuta la possibilità di lasciare Torino con vari ultimatum al Comune, nel caso in cui la situazione non cambiasse.
Il 18 giugno 2002, dopo otto anni di dialogo problematico tra le parti, la Juventus ottiene dal Comune di Torino il diritto di superficie sull'area del Delle Alpi per 99 anni, a partire dal 1º luglio successivo al costo totale di 24000000 €. Il patto risulterà decisivo, non solo per la costruzione di un nuovo stadio adatto al calcio, sicuro e redditizio, ma anche per la creazione di una cittadella juventina nell'adiacente area Continassa dove ospitare varie iniziative rivolte ai tifosi, come l'apertura di vari fan-shops, attività commerciali, museo, centro d'allenamento, centro medico e sede sociale. Il tutto, oltre che nell'area circostante, anche all'interno del futuro stadio di proprietà. La Juventus riesce dunque ad ottenere uno stadio di proprietà, abbandonando definitivamente l'idea di lasciare la città.
Tra il 2008 e il 2009 il Delle Alpi è stato in gran parte abbattuto per avviare la costruzione dello Juventus Stadium, ultimata nel 2011. Si tratta del primo impianto moderno esclusivamente di proprietà di un club calcistico in Italia e al suo interno si trovano anche strutture quali: il J-Museum, il museo dedicato alla storia della società, il J-Medical, il centro medico del club torinese, lo Juventus Megastore, un negozio di articoli firmati dalla società bianconera, nonché negozi, ristoranti e servizi di ogni tipo. Inoltre, nei pressi dello stadio si trova l'Area 12, un centro commerciale con 60 negozi e una grande area food con bar e ristoranti.
Intanto, l'11 giugno 2010 la Juventus, dopo aver firmato il protocollo d'intesa con il Comune di Torino, ottiene il diritto di superficie per 99 anni sull'area della Continassa, adiacente il futuro impianto di proprietà, versando un milione di euro nelle casse comunali. La società bianconera intende dare continuità al progetto Stadium, riqualificando l'intera area di circa 270000 m². Il progetto, chiamato J-Village, occupa un'area di 175475 m² e comprende la sede sociale, lo Juventus Training Center (JTC) riservato alla prima squadra e comprendente lo Juventus Creator Lab deputato alla produzione di contenuti digitali del club, un hotel di lusso, una scuola internazionale che include anche il liceo della Juventus, e uno spazio per eventi.
Lo Juventus Training Center, che va a occupare l'area nord-occidentale del complesso multifunzionale J-Village, tra via Druento e via Traves, viene inaugurato il 16 aprile 2018 dalla prima squadra femminile bianconera, di norma di base a Vinovo, che lo ha testato per un paio di mesi. Il successivo 9 luglio avviene l'insediamento della prima squadra maschile; dalla stessa estate, la struttura viene occasionalmente usata anche dalla seconda squadra maschile, anch'essa facente usualmente base a Vinovo.
Nel novembre 2022 la struttura ospita la nazionale calcistica brasiliana durante la prima fase del ritiro preparatorio al campionato del mondo 2022 in Qatar.

## Struttura

### Area sportiva
L'area training comprende i seguenti campi da gioco:
- Una piastra di allenamento totalmente in erba naturale,[12] nella quale sono tracciati:
  - Un campo da calcio regolamentare con tribuna coperta della capienza di 600 persone;
  - Altri tre campi da calcio regolamentari;

### Area direzionale
L'area direzionale comprende i seguenti edifici:
- La palazzina principale, all'interno della quale sono collocati:
  - Gli spogliatoi, collegati all'ala orientale del J-Hotel, dedicata all'albergo della squadra, da un tunnel sotterraneo;[62]
  - Delle sale per fisioterapia;
  - Una palestra;
  - Una piscina;
  - Gli uffici dello staff tecnico e medico;
  - Una sala conferenze;
- Il media center, una seconda palazzina più piccola, al cui interno si trovano:
  - Una sala per le riunioni tecniche e visione dei video;
  - La sala stampa, che può ospitare fino a 30 giornalisti, per le conferenze stampa;
  - Gli studi televisivi di Juventus TV, canale tematico e di proprietà del club;[63]
  - Le aree riservate agli sponsor.

### Juventus Creator Lab
All'interno della struttura, sul lato meridionale dei campi d'allenamento recintati, si trova un edificio rettangolare a due piani, lo Juventus Creator Lab ([juˈvɛntus kriˈeɪt̮ər læb]), un laboratorio digitale di proprietà del club torinese dedicato alla produzione di contenuto multimediale OTT vincolato con le prime squadre maschile e femminile oltreché per i rispettivi settori giovanili, visibile per il mercato italiano e internazionale sia sui diversi profili ufficiali del club sui social network che sulla piattaforma streaming on demand Amazon Prime Video. Operante dal gennaio 2023, è stato inaugurato ufficialmente l'8 maggio 2024. La struttura si rifà a talent house e gaming studio nordamericane ed è uno spazio multifunzionale su due livelli. Il piano superiore è costituito da uffici di editing, produzione e ufficio stampa, mentre al piano terra ci sono diversi studios:
- Game on!, un'area di svago, equipaggiata di televisore, console e un'area di ristoro. La progettazione, affidata a Truly Design, rispecchia le caratteristiche del JCL come ambiente di creatività; 
- Small Talk, studio streaming moderno ed innovativo, dotato di attrezzature di alta qualità, console, neon, gaming PC e attrezzature da gaming; 
- The Drip, dove giocatori, creator e ospiti possono prepararsi per gli shooting; 
- Silver Screen, dove si trovano backdrops e green screen per shooting diversificati; 
- B-Roll, la stanza destinata alle interviste o ai contenuti "short"; 
- The Frame, spazio dedicato alla fotografia professionale.

## Utilizzo
La struttura ospita in maniera permanente gli allenamenti della prima squadra maschile della Juventus e, saltuariamente, della seconda squadra maschile.